# Nationaler Widerstand
Nationaler Widerstand ist ein Sammelbegriff und die Eigenbezeichnung für ein informelles Netzwerk verschiedener eigenständiger rechtsextremer Gruppierungen in Deutschland.

## Begriffsbildung und Bedeutung
Der Begriff wurde vor allem durch die Nationaldemokratische Partei Deutschlands (NPD) proklamiert und umfasst den aktionistisch ausgerichteten Teil der von der NPD propagierten Nationalen Außerparlamentarischen Opposition (NAPO). In seiner Eröffnungsrede des 1. Tages des nationalen Widerstandes erklärte Holger Apfel, die NPD sei die einzige organisierte Partei, „die das politische System in der BRD bis auf die Wurzel bekämpft, auch die Wurzel abnimmt.“ Die NPD veröffentlicht über den Deutsche Stimme-Verlag auch den Taschenkalender des nationalen Widerstandes.
Gemäß dem thüringischen Verfassungsschutz bezeichnet der auch von Teilen der Neonaziszene verwendete Begriff „den Willen von Rechtsextremisten, gemeinsam organisationsübergreifend gegen das politische System der Bundesrepublik und die sie tragenden Kräfte vorzugehen.“
Innerhalb der rechtsextremen Szene spielt der Begriff als integratives Element in Slogans, Veröffentlichungen und in der Gruppensymbolik (Kleidung, Transparente etc.) eine Rolle. Auch in rechtsradikaler Musik ist der Begriff ein häufig auftretendes Thema, etwa bei Titeln von Stahlgewitter, Veit  oder auf den Samplern der Reihe Balladen des nationalen Widerstands (u. a. mit Frank Rennicke, Jörg Hähnel und Daniel Eggers). Der sächsische Verfassungsschutz sieht in der Bezeichnung einen „Oberbegriff, der […] als kleinster gemeinsamer Nenner angesehen werden kann“. So könne sich „jeder Einzelne, jede Gruppierung und jedes Parteimitglied als Teil des Nationalen Widerstandes betrachten, wenn er mit dem grundsätzlichen Ziel, der ‚Ausschaltung aller volks- und naturfeindlichen Vorgänge‘ übereinstimmt“.

## Zugehörige Gruppierungen
Die Zugehörigkeit von Gruppierungen zum Nationalen Widerstand ist nicht eindeutig, die Abgrenzung zu anderen Identifikationsgruppen (Autonome Nationalisten, Freie Nationalisten, Freier Widerstand) unscharf. Insbesondere die Freien Kameradschaften verstehen sich seit den Verboten rechtsextremer Gruppen in den 1990er Jahren als Träger eines Nationalen Widerstandes. Es existieren zahlreiche lokale und regionale Gruppen, die unter der Eigenbezeichnung Nationaler Widerstand auftreten. Obwohl diese Gruppen über keine feste gemeinsame Organisationsform und -struktur verfügen, besteht innerhalb der Szene ein „Grundkonsens“ über Inhalte und Positionen des nationalen Widerstandes. Nach Thomas Grumke gehört dazu die „klare Frontstellung gegen eine als ‚jüdisch-mammonistisch‘ und westlich-dekadent empfundende Weltordnung im Allgemeinen und die sozialen und politischen Verhältnisse in der Bundesrepublik im Besonderen.“
Armin Pfahl-Traughber sieht ein Selbstverständnis von Teilen der rechten Szene als Bewegung des Nationalen Widerstandes. Die einzelnen Gruppen wiesen zwar zum Teil „keine intellektuell entwickelten programmatischen Vorstellungen“ auf, haben aber „durchaus ein entwickeltes ‚Wir-Gefühl‘ im Sinne der Zugehörigkeit zu einer Bewegung mit bestimmten gemeinsamen Feindbildern und Idealen als Identifikationsmerkmalen“.

## Bedeutung im Versammlungsrecht
Das Unterlassen von Parolen mit der Wortfolge „Nationaler Widerstand“ kann nach einer Entscheidung des Bundesverfassungsgerichts zur Auflage für die Genehmigung von Versammlungen gemacht werden.

## Rezeption
Das Modelabel Storch Heinar stellt in satirischer Absicht unter Bezugnahme auf den rechten Slogan „Hier marschiert der nationale Widerstand“ unter anderem T-Shirts und Sweatshirts mit der Aufschrift „Hier marschiert der nationale Viehbestand“ und entsprechenden Tierabbildungen (Kuh, Ente und Hirsch) als „Anti-Anti-Antifa-Demo-Kluft“ her.

## Andere Bedeutungen
Der Begriff „Nationaler Widerstand“ wurde in der Sowjetischen Besatzungszone und später in der DDR als Programmatik der Nationalen Front etabliert. Kernsätze waren der Widerstand gegen das Besatzungsstatut, gegen die Wiederbewaffnung Westdeutschlands und die Einfuhr amerikanischer Waren sowie die „Aufklärung über amerikanische und englische Kriegspropaganda“ und die Unterstützung aller „Kämpfe der Arbeiter um die Sicherung ihrer Lebenshaltung und alle[r] Widerstandsaktionen der werktätigen Bevölkerung gegen Steuerdruck, Preistreibereien und sonstige Ausplünderung“.